# يويشي هوندا
يويشي هوندا (باليابانية: 本多雄一؛ بالكانا: ほんだ ゆういち) هو لاعب كرة قاعدة ياباني، ولد في 19 نوفمبر 1984 في أونجو في اليابان.

## وصلات خارجية
- يويشي هوندا على موقع الدوري الياباني لكرة القاعدة (الإنجليزية)
- يويشي هوندا على موقعبيزبول رفرنس.كوم (الدوري الثانوي) (الإنجليزية)